# Alcachofa
Alcachofa è un album pubblicato dal DJ cileno Ricardo Villalobos in Germania il 19 settembre 2003.

## Lista delle tracce
1. "Easy Lee" - 10:06
2. "Y.G.H." - 8:16
3. "Bahaha Hahi" - 7:35
4. "I Try To Live (Can I Live)" - 9:21
5. "Waiworinao" - 8:10
6. "Theogenese" - 9:19
7. "What You Say Is More Than I Can Say" - 8:02
8. "Dexter" - 9:05
9. "Fools Garden (Black Conga)" - 7:42